# 2024年全豪オープン
2024年全豪オープン（2024ねんぜんごうオープン、Australian Open 2024）は、オーストラリア・メルボルンにあるメルボルン・パーク・ナショナルテニスセンターにて、2024年1月14日から1月28日まで開催された。

## 種目

### 男子シングルス
- 優勝： ヤニック・シナー

### 女子シングルス
- 優勝：アリーナ・サバレンカ

### 男子ダブルス
- 優勝： ロハン・ボパンナ、 マシュー・エブデン

### 女子ダブルス
- 優勝： 謝淑薇、 エリーズ・メルテンス

### 混合ダブルス
- 優勝： 謝淑薇、 リーンダー・パエス